# NGC 3687
NGC 3687 (również PGC 35285 lub UGC 6463) – galaktyka spiralna z poprzeczką (SBbc), znajdująca się w gwiazdozbiorze Wielkiej Niedźwiedzicy. Odkrył ją William Herschel 22 lutego 1789 roku.
W galaktyce tej zaobserwowano supernową SN 1989A.